# Tenupedunculus beddardi
Tenupedunculus beddardi är en kräftdjursart som först beskrevs av Oleg Grigor'evich Kussakin 1967.  Tenupedunculus beddardi ingår i släktet Tenupedunculus och familjen Stenetriidae. Inga underarter finns listade i Catalogue of Life.